# ドラえもん4 のび太と月の王国
『ドラえもん4 のび太と月の王国』（ドラえもん4 のびたとつきのおうこく）は、1995年12月15日に日本のエポック社から発売されたスーパーファミコン用横スクロールアクションゲーム。
同社のスーパーファミコン用『ドラえもんシリーズ』第4作目。主人公のドラえもん達を操作し、月の国の国王「アル王」による地球支配を阻止するため、月の世界のロボット「ディアナ」と共に旅に出るという内容。新たに2人同時プレイやマップシステム、キャラクター固有ルートなどが導入されている。
開発はアージェントが行い、プロデューサーは『セント・アンドリュース 〜栄光と歴史のオールドコース〜』（1995年）を手掛けた沢田幸一、ディレクターは前作を手掛けた桑原悟の他に後にPlayStation用ソフト『ドラえもん2 SOS!おとぎの国』（1997年）を手掛けた嶋田由美子および中込彰、PlayStation用ソフト『ドラえもん3 魔界のダンジョン』（2000年）を手掛けた並木亮、音楽はジョーダウンスタジオ所属でバーチャルボーイ用ソフト『バーティカルフォース』（1995年）を手掛けた冨井昭次および遠藤稔が担当している。

## ゲーム内容

### システム
横型スクロールアクション。前作までは1人プレイだったが、本作では2人同時プレイも可能となり合体攻撃もできる。ただし体力ゲージは1人プレイ時のゲージを半分割する形式となる。
空中ステージや、水中、トロッコステージなどがある。また、1つのステージ中に複数の経路がある面もあり、その中には特定のキャラクターのみ通行可能な経路もある。各ワールドには回数を増やすことのできるミニゲームがある。
前作までと異なり、パスワードは原作に登場するひみつ道具の名称となっている。また操作やシステム面で簡略化が見られ、低年齢でも気軽に遊べる内容になった。
一部操作キャラクターの使い勝手が悪く、操作キャラクターの選択次第で難易度が大きく違ってゆく。

### アイテム・攻撃

#### 武器
ステージの各所に配置されている。
空気砲
大きな空気の塊で敵を攻撃する。後には連射も可能となる。
空気ピストル
空気の塊で敵を攻撃する。空気砲よりも弾のスピードが速い。後には連射も可能となる。
スモールライト
敵を小さくする。後には光線が大きくなる。
声カタマリン
声の塊で敵を攻撃する。後には声の塊が壁で跳ね返るようになる。
マジックハンド
透明なパンチで敵を攻撃する。ブロックを破壊したり、アイテムを取ることも可能。後にはパンチが大きくなる。
シャボン玉ピストル
シャボン玉が出て、波状にゆっくりと飛んで敵を攻撃する。後には連射や、シャボン玉の操作が可能になる。
うちわ風神
竜巻を出し、敵を吹き飛ばす。
チャンピオングローブ
グローブが飛び出て、バネのように戻ってくる。
たつまきストロー
前後の3方向に竜巻が発せられ、敵を攻撃する。
びっくり箱ステッキ
目の前にいる敵を倒す。
衝撃波ピストル
衝撃波が発せられ、敵を攻撃する。
バショー扇
前方の3方向に竜巻が発せられ、敵を攻撃する。
天罰ムチ
前方に向けて衝撃波が飛び、敵を攻撃する。
ショックガン
縦2列の弾を連射し、敵を攻撃する。
物体変換銃
敵を倒すとアイテムが出現する。
ブロージェット
空気の塊で敵を攻撃する。
ねじ式台風
台風が画面中を渦巻状に飛びながら敵を攻撃する。
パワーつるはし
画面中の敵全員に攻撃できる。

#### 合体攻撃
蓄電スーツ
ドラえもんおよびドラミが使用。体から電気を放ち、自分の周りにいる敵に攻撃する。
ペンシルミサイル
のび太が使用。飛ぶ方向が操作可能なミサイルを放つ。
バイオリン
しずかが使用。画面中の敵全員に攻撃できる。
マイク
ジャイアンが使用。画面中の敵全員に攻撃できる。
ナゲー投げ縄
スネ夫が使用。飛ぶ方向が操作可能な投げ縄を放つ。敵への攻撃以外にも、鈴やドラ焼きを取ることもできる。

#### カウントダウンアイテム
ステージの各所に配置されている。取ってから20秒間有効。
タンマウォッチ
全ての敵の動きを止めることができる。
バリヤーポイント
無敵状態になる。
ハッスルネジ巻き
移動速度が倍加する。
フワフワ帯
空中を飛ぶことができる。

#### お助けアイテム
ステージの各所に配置されている。
お医者さんかばん
ハートが4個回復する。
鈴
20個でハートが1個回復し、100個で残り回数が1つ増える。
ドラ焼き
残り回数が1つ増える。
クエーヌパン
残りのハートが1つに減る。
スーパー手袋
画面にいる敵全てを倒せる。
ジャイアントドラ焼き
拡大縮小を繰り返しながら動き回る。最大時に取ると残り回数が9になり、最小時に取ると普通のドラ焼きと効果は同じ。
空気ブロック製造機
空気でできたブロックが出現し、上に乗ることができる。
友情カプセル
1人プレイの際は、取ると合体攻撃の状態となる。2人プレイの際は、取るとハートが全回復する。
フリダシニモドル
これを取ると、その後に失敗しても再チャレンジの際にはこのアイテムのあった位置から再開できる。
とりよせバッグ
2人プレイの際、上下で分岐が分かれるような構成の面の時、これを取ると一方のプレイヤーを引き寄せることができる。
どこでもドア
中には入るとワープする。

## 設定

### ストーリー
ドラえもん、のび太、しずかの3人は学校の裏山でお月見をしていると、突然しずかのブローチ「月のしずく」から光が月に向かって伸びる。3人が光を放つブローチを見つめていると、突如現れたフクロウが「月のしずく」を奪い去る。フクロウを追った一行は無人島に辿り着き、襲ってきたフクロウを撃退する。すると、洞窟の中で巨大な宇宙船を見つけ、月の世界に住むロボットのディアナに出会う。
ディアナは月の内側にある王国の人工太陽「セントラル・サン」を修理するため、「月のしずく」を探しに地球にやってきていた。あのフクロウはディアナの友達で、彼女の頼みで「月のしずく」を探していたのだが、しずかが身に付けていると知って強引に奪ってしまったのだった。ディアナの宇宙船は故障して帰れなくなっており、持っていても仕方ないからと「月のしずく」を返そうとするが、ドラえもんはタイムふろしきで宇宙船を直す。喜んだディアナに一行は月の王国へ招待される。
月の内部にある王国を目指し、月面を進む一行だったがやがて彼らの前に月を治めるアル王の立体映像が現れる。彼はディアナを労う素振りも見せず「月のしずく」を渡すように要求する。その目的は地球の支配であった。争いを好まないはずの王の変貌を信じられないディアナは王に会いに行くと告げ、一人去ろうとするが、ドラえもん一行はディアナを助けるために同行する。
一行は月の王国、そして王城に乗り込むが、警備ロボットがいるだけで人の気配は無かった。そしてアル王を倒して王の側近のテーミスを救出するが、彼は今のアル王が偽物であったと語る。真の黒幕は月の王国のメインコンピューターであるカー・リーだった。暴走したカー・リーは「セントラル・サン」を破壊し、「月のしずく」を利用して地球に破壊光線を放ち、地球人の支配を目論んでいたのだ。一行はカー・リーの野望を阻止するべく、セントラルタワーへと向かう。タワー最上階ではカー・リーが作り出したガーディアンが立ち塞がり、一行は力を合わせてこれを撃破する。守るものが居なくなったカー・リーは成す術もなく機能を停止させられた。ディアナが調べると、ある装置がカー・リーを狂わせていた事が判明し、その装置を外して「月のしずく」で「セントラル・サン」を修復する。再起動されたカー・リーは正常に戻り、本物のアル王を始めとする月の人々もシェルターから出てきた。ディアナとアル王は月の王国を救った一行に深く感謝するのだった。
一行は地球に戻り、再び裏山でお月見をする。地球からは見えない月の王国に思いを馳せ、のび太は「月はいつもどこかに素敵な秘密を隠しているのかもしれないね」と呟いた。

### ステージ構成
全部で4つのワールドがある。ワールド1・3は7つのアクションステージ、2・4は6つで構成される。練習ステージの他、ミニゲームやボーナスステージがある。自動的に進む強制スクロールもある。
ディアナの島
ワールド1。ディアナの宇宙船がある。ミニゲームは砲台で鳥、犬、恐竜を撃つ。
月面
ワールド2。月の地表であり、月の王国へ続く道。内部通路ムーンゲートと呼ばれる。テキオー灯で侵入する。
月の王国
ワールド3。月の内部にある王国で、人工太陽セントラル・サンによって明るさが保たれている。ジャイアントドラ焼きがボーナスにある。
セントラルタワー
ワールド4。人工太陽セントラル・サンとカー・リーが設置されている塔。ボスとは最終ステージ前に戦い、最終ステージ後にラストボスと戦う。

## 登場キャラクター

### 主人公キャラクター
ドラえもん（声：大山のぶ代）
空気砲が得意。合体攻撃では蓄電スーツを使用する。標準的な能力でしゃがんで敵の攻撃を避けることができる。
のび太（声：小原乃梨子）
空気ピストルが得意。合体攻撃ではペンシルミサイルを使用する。標準的な能力。
しずか（声：野村道子）
スモールライトが得意。合体攻撃ではバイオリンを使用する。ジャンプ力が高い。
ジャイアン（声：たてかべ和也）
マジックハンドが得意。合体攻撃ではマイクを使用する。ジャイアンブロックを壊すことができる。
スネ夫（声：肝付兼太）
声カタマリンが得意。合体攻撃ではナゲー投げ縄を使用する。スピードが速い。
ドラミ（声：よこざわけい子）
シャボン玉ピストルが得意。合体攻撃では蓄電スーツを使用する。ドラミブロックが出現し、難易度が下がる。

### ゲストキャラクター
ディアナ
月の世界からやってきた女の子型ロボット。「月のしずく」を必要とする。
テーミス
アル王の側近である老人。アル王に囚われている。
アル王
月の王国の国王。争いを好まず、優しく誠実な人物であったはずが豹変し、地球の支配を目論む。実は一行の前に現れたアル王はカー・リーが作り出したコピーロボットであり、本物はシェルターに避難している。
カー・リー
月の王国のメインコンピューター。突如として暴走し、セントラル・サンを破壊。「月のしずく」の悪用して地球圏の支配を企む。

### ボスキャラクター
ふくろう
ワールド1のボス。しずかの「月のしずく」を奪い取って無人島へと飛び去った。ディアナの友達であり、「月のしずく」を探すように頼まれていた。羽や体当たりで攻撃してくる。
餅つきうさぎ
ワールド2のボス。2体出現し杵や餅で攻撃。
アル王
ワールド3のボス。正体は本物のアル王をコピーしたロボットであり、カー・リーの傀儡。剣を飛ばしたり分身攻撃してくる。また、レーザー光線はスピードが速く、通常では回避不可能。
ウー（ウーちゃん）
ワールド4の中ボス。月の守護神と呼ばれる大きく丸型に太った兎型の生物。胃袋の吸い込む吐息で攻撃してくる。
カーリーロボ
ワールド4のボスでラストボス。カー・リーが作り出した戦闘用ロボット。最後の敵ではあるがストーリーに絡む事は無く、最終ステージを進むと唐突に戦闘が始まる。シューティング形式の戦闘となる。頭部から稲妻、腕からホーミングミサイル、腹部からミサイルで攻撃してくる。最後に動き出す頭部を撃破すると勝利。前作までのように一人一人が戦う訳ではなく、操作キャラ以外のメンバーは戦闘時に周囲を飛び回るのみである（特に意味はない）。
攻略本のまんがでは「セントラル」と呼ばれる。

## スタッフ
- ソフトウェア：アージェント
- プログラム：小林貴樹
- グラフィックス：松野誠一、とよさわやすき
- サウンドデザイン：冨井昭次（ジョーダウン）、遠藤稔（ジョーダウン）、五十嵐真理（ジョーダウン）、大高亮（アージェント）
- テスティング：すがわらひでゆき
- スペシャル・サンクス：藤本昭夫、沓掛隆志、小田真治、井上明、堀越丈広
- ディレクター：桑原悟、嶋田由美子、中込彰、並木亮
- プロデューサー：沢田幸一
- スーパーバイザー：堀江正幸
- エグゼクティブプロデューサー：前田道裕、蛇谷秀明

## 評価
ゲーム誌『ファミ通』の「クロスレビュー」では、5・5・5・5の合計20点（満40点）、『ファミリーコンピュータMagazine』の読者投票による「ゲーム通信簿」での評価は以下の通り、20.4点（満30点）となっている。
| 項目 | キャラクタ | 音楽 | お買得度 | 操作性 | 熱中度 | オリジナリティ | 総合 |
| 得点 | 3.9        | 3.4  | 3.3      | 3.4    | 3.2    | 3.2            | 20.4 |